# Фолсгаре
Фолсгаре (нід. Folsgare) — село в нідерландській провінції Фрисландія. Входить до муніципалітету Південно-Західна Фрисландія.
Його площа становить 3,83км², а населення станом на 2021 рік складало 335 осіб.
Перша згадка про населений пункт датується 13-им сторіччям.

## Галерея

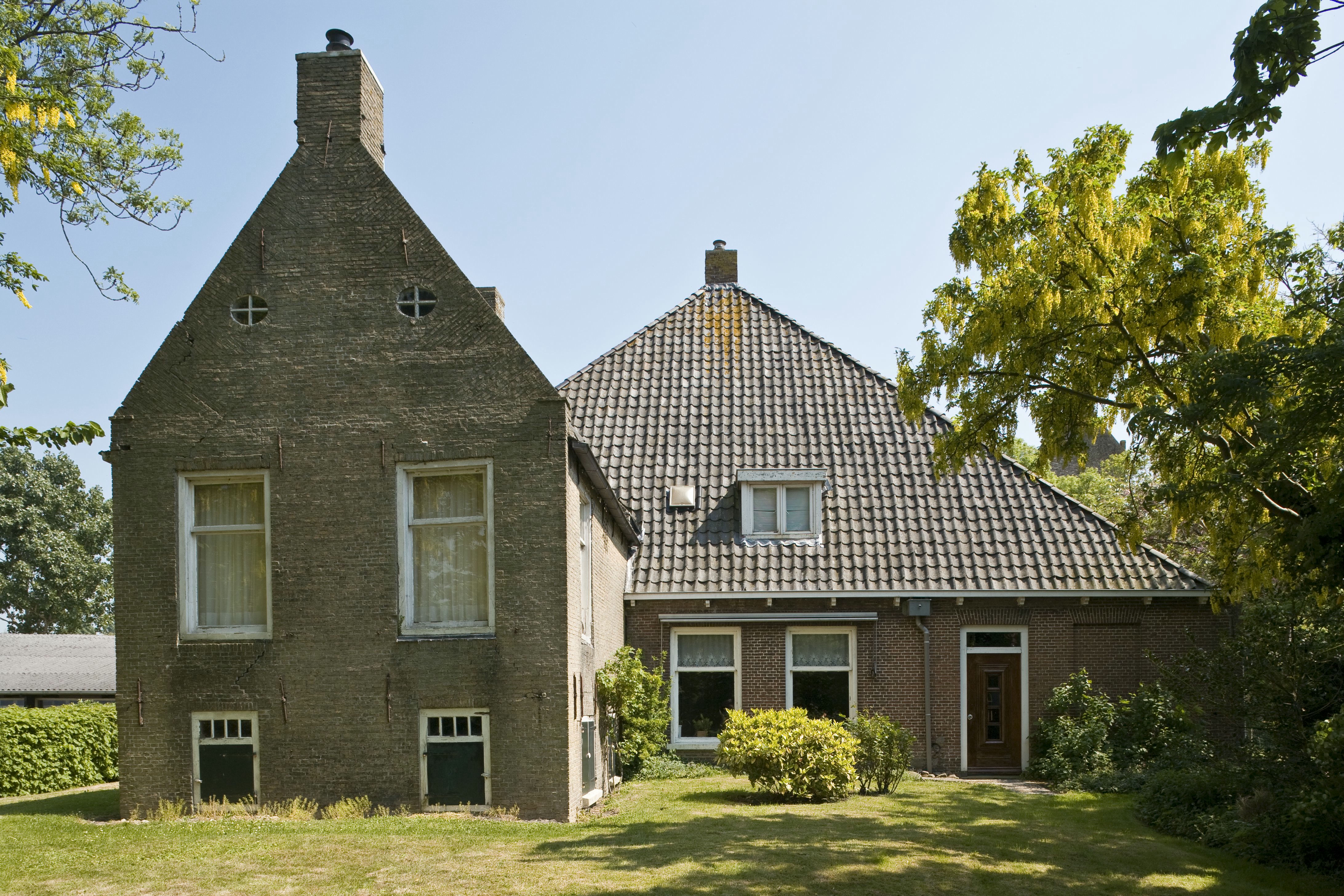
Ферма у селі
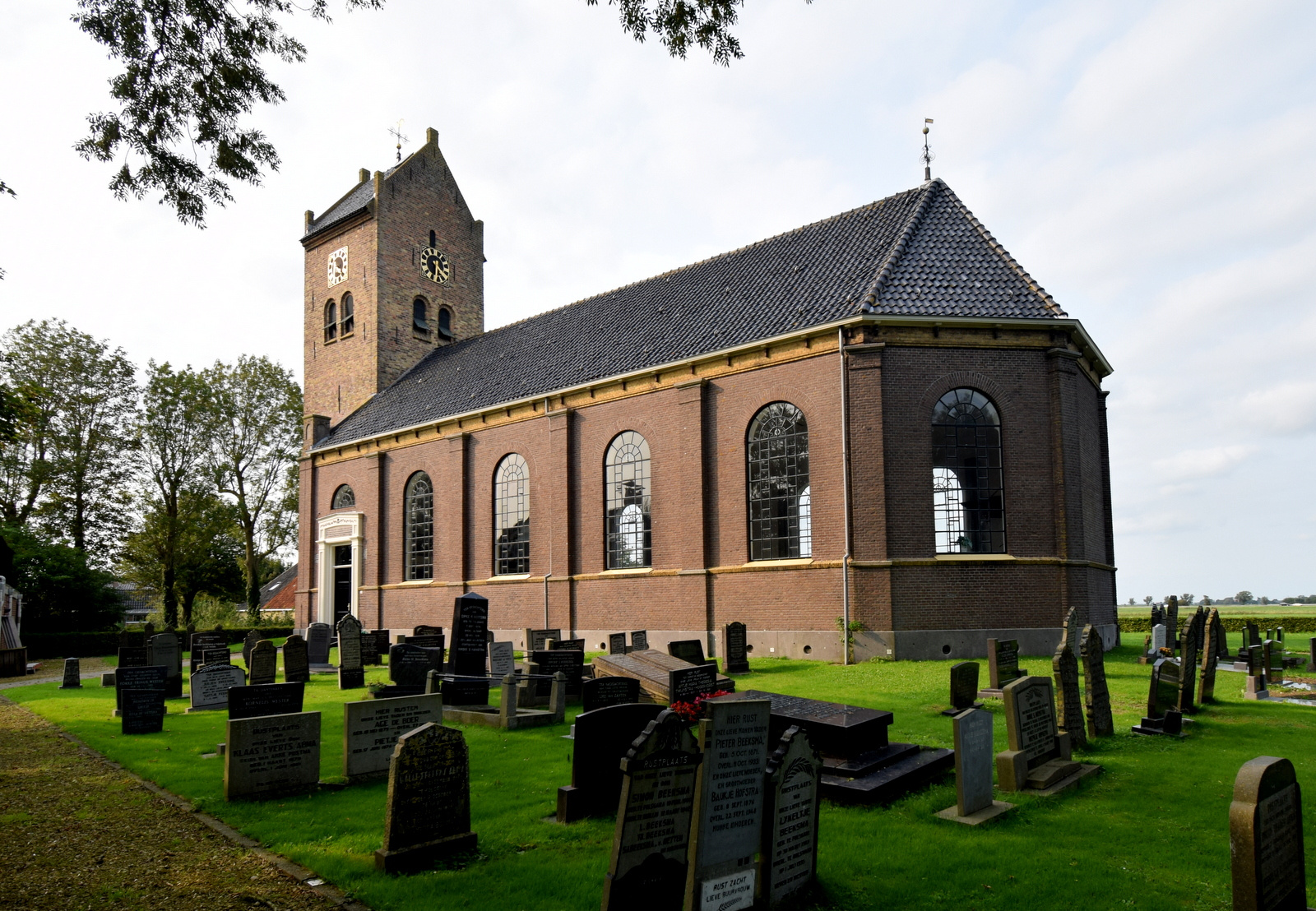
Церква у Фолсгаре